# Minsyłu Usmanowa
Minsyłu Gubajtowna Usmanowa (ros. Минсылу Губайтовна Усманова, baszk. Миңһылыу Ғөбәйт ҡыҙы Усманова; ur. 1 maja 1950 w Karamałach) – rosyjska językoznawczyni i pedagożka narodowości baszkirskiej, Zasłużony Pracownik Oświaty Republiki Baszkortostanu, Honorowy Pracownik Wyższego Szkolnictwa Zawodowego Federacji Rosyjskiej.

## Życiorys
Ukończyła studia na Baszkirskim Uniwersytecie Państwowym  w 1972 roku, następnie pracowała w Instytucie Historii, Języka i Literatury Ufskiego Centrum Naukowego Rosyjskiej Akademii Nauk. Ukończyła studia podyplomowe w 1989 roku. Obroniła stopień kandydata nauk na podstawie rozprawy pt. Топонимия бассейна реки Сакмары trl. Toponimiâ bassejna reki Sakmary w 1990 roku. Od 1991 roku pracowała jako nauczyciel akademicki na Baszkirskim Uniwersytecie Państwowym. Uzyskała stopień doktora nauk filologicznych w 2002 roku na podstawie rozprawy pt. Функционально-семантическая классификация глаголов башкирского языка trl. Funkcionalʹno-semantičeskaâ klassifikaciâ glagolov baškirskogo âzyka. Od 2008 roku pracowała na Baszkirskim Państwowym Uniwersytecie Pedagogicznym im. Miftachetdina Akmułły. 

## Działalność naukowa
Minsyłu Usmanowa zajmuje się głównie dialektologią, gramatyką funkcjonalną, onomastyką języka baszkirskiego oraz metodyką jego nauczania. Napisała ponad 360 prac naukowych, opracowała m.in. słowniki edukacyjne, podręczniki elektroniczne.

### Wybrane publikacje
- Историко‑лингвистическое исследование топонимии бассейна реки Сакмар trl. Istoriko‑lingvističeskoe issledovanie toponimii bassejna reki Sakmar  (1994)[1]
- Функционально‑семантическая классификация глаголов башкирского языка trl. Funkcionalʹno‑semantičeskaâ klassifikaciâ glagolov baškirskogo âzyka (2002)[1]
- Башҡортса-русса синонимдар һүҙлеге=Башкирско-русский словарь синонимов trl. Bašҡortsa-russa sinonimdar ḥùẓlege=Baškirsko-russkij slovarʹ sinonimov (2011)[1]
- Ал да нур сəс халҡыңа trl. Al da nur səs halҡyņa (2013)[3]

## Wyróżnienia
- odznaka „Mistrz edukacji Republiki Baszkortostanu” (2002)[3]
- Honorowy Pracownik Wyższego Szkolnictwa Zawodowego Federacji Rosyjskiej (2010)[1]
- Zasłużony Pracownik Oświaty Republiki Baszkortostanu (2017)[1]